# IDX Composite
| IDX Composite  | IDX Composite            |
| Stammdaten     | Stammdaten               |
| -------------- | ------------------------ |
| Staat          | Indonesien               |
| Börse          | Indonesia Stock Exchange |
| ISIN           | nicht bekannt            |
| WKN            | nicht bekannt            |
| Symbol         | JKSE                     |
| RIC            | ^JKSE                    |
| Bloomberg-Code | JCI <INDEX>              |
| Kategorie      | Aktienindex              |
| Typ            | Kursindex                |
| Familie        | Single-Index             |

Der IDX Composite (früher JSX Composite, auch Jakarta Composite Index, JCI, indonesisch: Indeks Harga Saham Gabungan, IHSG) ist der wichtigste Aktienindex in Indonesien. Er umfasst alle an der Indonesia Stock Exchange (IDX) gelisteten Unternehmen.

## Berechnung
Der IDX Composite ist ein Kursindex, in dem alle Aktiengesellschaften der Indonesia Stock Exchange (IDX) gelistet sind. Er spiegelt die Entwicklung des gesamten indonesischen Aktienmarktes wider. Der Indexstand wird ausschließlich auf Grund der Aktienkurse ermittelt und nur um Erträge aus Bezugsrechten und Sonderzahlungen bereinigt. Die Gewichtung erfolgt nach der Marktkapitalisierung der gelisteten Unternehmen. Kapitalmaßnahmen wie Aktiensplits haben keinen (verzerrenden) Einfluss auf den Index. Die Berechnung wird während der IDX-Handelszeit alle 60 Sekunden aktualisiert.
Der Indexwert wird nach folgender Formel berechnet:
{\displaystyle Index={\sum p \over d}x100}
Öffnungszeiten der Börse sind: Montag bis Donnerstag von 04:30 Uhr bis 07:00 Uhr MEZ und 08:30 Uhr bis 11:00 Uhr MEZ sowie Freitag von 04:30 Uhr bis 06:30 Uhr MEZ und 09:00 Uhr bis 11:00 Uhr MEZ.

## Geschichte

### 20. Jahrhundert

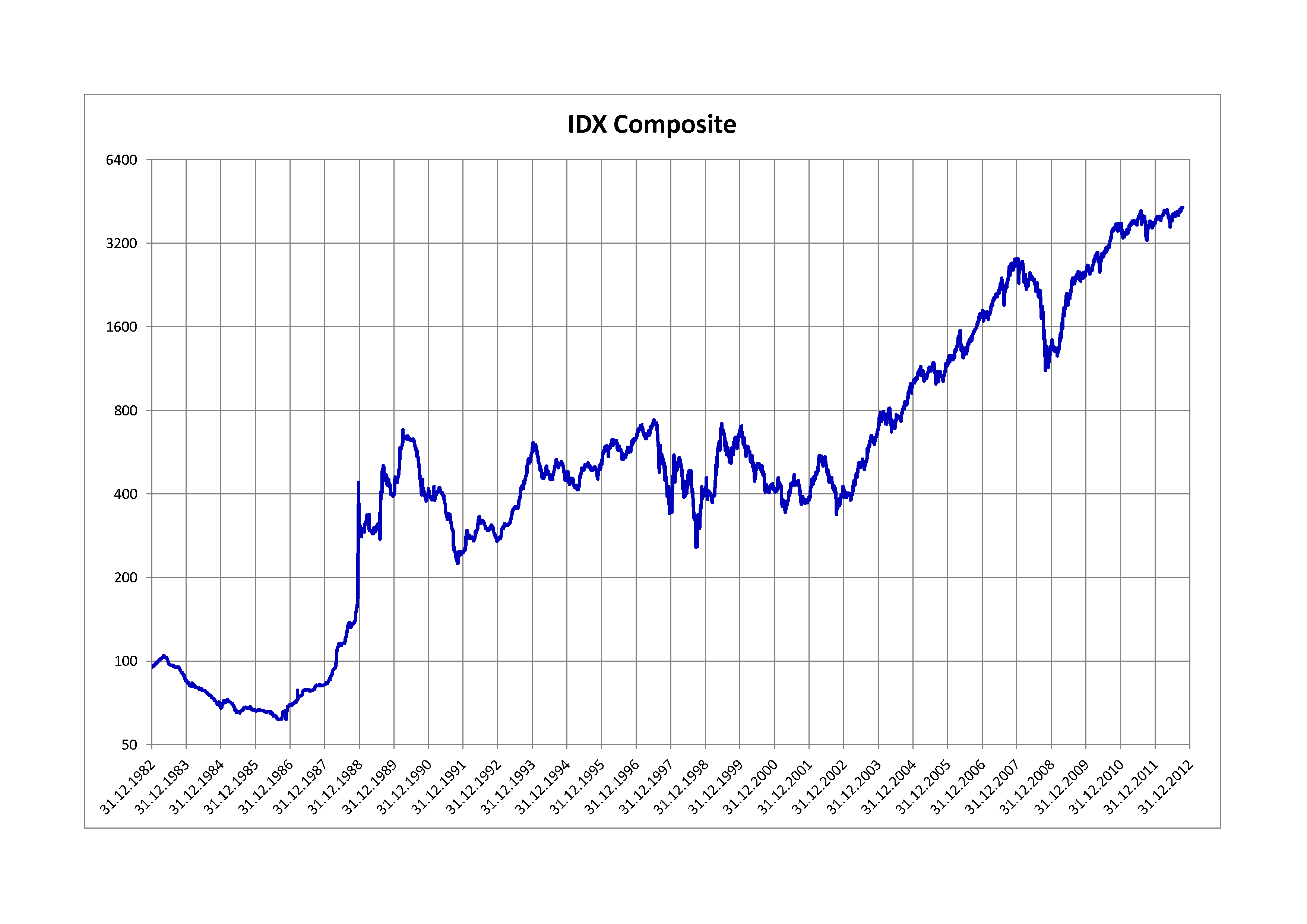
IDX Composite 1982–2012

Der Index startete am 10. August 1982 unter dem Namen JSX Composite (Jakarta Stock Exchange Composite). Der Basiswert wurde mit 100 Punkten festgelegt. Die Rückrechnung erfolgte bis 1977. Von 1979 bis 1985 schloss der Index sieben Jahre in Folge mit einem Verlust. Ende 1985 stand der indonesische Leitindex bei 66,53 Punkten.
Ab Mitte der 1980er Jahre wuchsen die Handelsaktivität und die Marktkapitalisierung mit der Entwicklung des Finanzmarktes und dem privaten Sektor. Der Boom des Aktienmarktes erreichte am 4. April 1990 seinen Höhepunkt. An diesem Tag schloss der JSX Composite bei 681,94 Punkten und damit 925 Prozent höher als im Dezember 1985. Nach dem Platzen der Spekulationsblase fiel das Börsenbarometer bis zum 30. Oktober 1991 um 67,0 Prozent auf einen Schlussstand von 224,71 Punkten. Am 9. Juli 1997 beendete der Index den Handel bei 740,83 Punkten. Der Gewinn seit Oktober 1991 beträgt 229,7 Prozent.
Im Verlauf der Asienkrise kam es zu einem massiven Kapitalabfluss, der eine Wirtschaftskrise im Land auslöste. Durch die Krise waren die Anleger in Indonesien nervös geworden und zogen ihr Geld ab. Dadurch geriet die Währung, die indonesische Rupiah, unter Druck. Zeitgleich hatte die indonesische Regierung einen hohen Bedarf für kurzfristige Kredite, um Lücken im Haushalt zu schließen. Im Zuge der Krise verlor der JSX Composite an Wert. Am 21. September 1998 schloss er bei 256,83 Punkten und damit 65,3 Prozent tiefer als im Juli 1997.
Im Jahr 1999 erholte sich der Index von seinen Tiefstständen während der Asienkrise. Bis zum 17. Januar 2000 stieg er auf einen Schlussstand von 703,48 Punkten. Das war seit September 1998 ein Zuwachs von 173,9 Prozent.

### 21. Jahrhundert
Nach dem Platzen der Spekulationsblase im Technologiesektor (Dotcom-Blase) fiel der JSX Composite bis zum 20. April 2001 auf einen Tiefststand von 342,86 Punkten. Das war ein Rückgang seit Januar 2000 um 51,3 Prozent. Am 17. April 2002 beendete das Börsenbarometer den Handel bei 551,61 Punkten und damit 60,9 Prozent höher als im April 2001. Bis zum Herbst 2002 musste der Index erneut Verluste hinnehmen. Am 14. Oktober 2002 schloss er bei 337,48 Punkten. Der Rückgang seit April 2002 beträgt 38,8 Prozent. In den folgenden 5 Jahren stieg der indonesische Leitindex stark.
Am 28. Dezember 2004 schloss der JSX Composite mit 1.003,92 Punkten erstmals über der 1.000-Punkte-Marke und am 26. April 2007 mit 2.016,03 Punkten zum ersten Mal über der Grenze von 2.000 Punkten. Am 9. Januar 2008 markierte er mit einem Schlussstand von 2.830,26 Punkten einen Rekordstand. Das war seit Oktober 2002 ein Anstieg um 738,6 Prozent.
Im September 2007 schlossen sich die Jakarta Stock Exchange (JSX) und die Surabaya Stock Exchange (SSX) zur Indonesia Stock Exchange (IDX) zusammen. Um diese Änderung widerzuspiegeln, wurde der JSX Composite in IDX Composite umbenannt.
Im Verlauf der internationalen Finanzkrise, die im Sommer 2007 in der US-Immobilienkrise ihren Ursprung hatte, begann der Index wieder zu sinken. Ab dem 3. Quartal 2008 wirkte sich die Krise zunehmend auf die Realwirtschaft aus. In Folge brachen die Aktienkurse weltweit ein. Am 9. September 2008 schloss das Börsenbarometer mit 1.958,75 Punkten unter der 2.000-Punkte-Marke. Einen neuen Tiefststand erzielte der IDX Composite am 28. Oktober 2008, als er den Handel mit 1.111,39 Punkten beendete. Das entspricht einem Rückgang seit Januar 2008 um 60,7 Prozent.
Der 28. Oktober 2008 markiert den Wendepunkt der Talfahrt. Ab dem Herbst 2008 war der Index wieder auf dem Weg nach oben. Am 21. Juli 2010 schloss der IDX Composite mit 3.013,40 Punkten zum ersten Mal über Grenze von 3.000 Punkten. Am 4. Januar 2013 erzielte der Index mit einem Schlussstand von 4.410,02 Punkten ein Allzeithoch. Der Gewinn seit dem 28. Oktober 2008 liegt bei 296,9 Prozent.

### Höchststände
Die Übersicht zeigt die Allzeithöchststände des IDX Composite.
|                   | Punkte   | Datum          |
| ----------------- | -------- | -------------- |
| im Handelsverlauf | 7.403,58 | 5. Januar 2024 |

### Meilensteine
Die Tabelle zeigt die Meilensteine des IDX Composite.
| Erster Schlussstand über | Schlussstand in Punkten | Datum             |
| ------------------------ | ----------------------- | ----------------- |
| 500                      | 504,27                  | 28. Februar 1990  |
| 1.000                    | 1.003,92                | 28. Dezember 2004 |
| 2.000                    | 2.016,03                | 26. April 2007    |
| 3.000                    | 3.013,40                | 21. Juli 2010     |
| 4.000                    | 4.003,69                | 8. Juli 2011      |
| 5.000                    | 5.012,64                | 18. April 2013    |
| 6.000                    | 6.005,78                | 31. Oktober 2017  |
| 7.000                    | 7.000,82                | 22. März 2022     |

### Jährliche Entwicklung
Die Tabelle zeigt die jährliche Entwicklung des bis 1977 zurückgerechneten IDX Composite.
| Jahr | Schlussstand in Punkten | ☢         | Veränderung in % |
| ---- | ----------------------- | --------- | ---------------- |
| 1977 | 98,00                   |           |                  |
| 1978 | 114,99                  | 16,99     | 17,34            |
| 1979 | 110,03                  | −4,96     | −4,31            |
| 1980 | 103,54                  | −6,49     | −5,90            |
| 1981 | 100,26                  | −3,28     | −3,17            |
| 1982 | 95,00                   | −5,26     | −5,25            |
| 1983 | 85,62                   | −9,38     | −9,87            |
| 1984 | 67,68                   | −17,94    | −20,95           |
| 1985 | 66,53                   | −1,15     | −1,70            |
| 1986 | 69,69                   | 3,16      | 4,75             |
| 1987 | 82,58                   | 12,89     | 18,50            |
| 1988 | 305,12                  | 222,54    | 269,48           |
| 1989 | 399,69                  | 94,57     | 30,99            |
| 1990 | 417,79                  | 18,10     | 4,53             |
| 1991 | 247,39                  | −170,40   | −40,79           |
| 1992 | 274,34                  | 26,95     | 10,89            |
| 1993 | 588,77                  | 314,43    | 114,61           |
| 1994 | 469,64                  | −122,62   | −20,83           |
| 1995 | 513,85                  | 47,70     | 10,23            |
| 1996 | 637,43                  | 123,58    | 24,05            |
| 1997 | 401,71                  | −235,72   | −36,98           |
| 1998 | 398,04                  | −3,68     | −0,92            |
| 1999 | 676,92                  | 278,89    | 70,07            |
| 2000 | 416,32                  | −260,60   | −38,50           |
| 2001 | 392,04                  | −24,28    | −5,83            |
| 2002 | 424,95                  | 32,91     | 8,39             |
| 2003 | 691,90                  | 266,95    | 62,82            |
| 2004 | 1.000,23                | 308,33    | 44,56            |
| 2005 | 1.162,64                | 162,41    | 16,24            |
| 2006 | 1.805,52                | 642,88    | 55,29            |
| 2007 | 2.745,83                | 940,31    | 52,08            |
| 2008 | 1.355,41                | −1.390,42 | −50,64           |
| 2009 | 2.534,36                | 1.178,95  | 86,98            |
| 2010 | 3.703,51                | 1.169,15  | 46,13            |
| 2011 | 3.821,99                | 118,48    | 3,20             |
| 2012 | 4.316,69                | 494,70    | 12,94            |
| 2013 | 4.274,18                | −42,51    | −0,98            |
| 2014 | 5.226,95                | 952,77    | 22,29            |
| 2015 | 4.593,00                | −633,95   | −12,13           |
| 2016 | 5.296,71                | 703,71    | 15,32            |
| 2017 | 6.355,65                | 1.058,94  | 19,99            |
| 2018 | 6.194,50                | −161,15   | −2,54            |
| 2019 | 6.299,54                | 105,04    | 1,70             |
| 2020 | 5.979,07                | −320,47   | −5,09            |
| 2021 | 6.581,48                | 602,41    | 10,08            |
| 2022 | 6.850,62                | 269,14    | 4,09             |
| 2023 | 7.272,80                | 422,18    | 6,16             |
| 2024 | 7.079,90                |           |                  |